# Chevenez
Chevenez (toponimo francese) è una frazione di 643 abitanti del comune svizzero di Haute-Ajoie, nel Canton Giura (distretto di Porrentruy).

## Storia

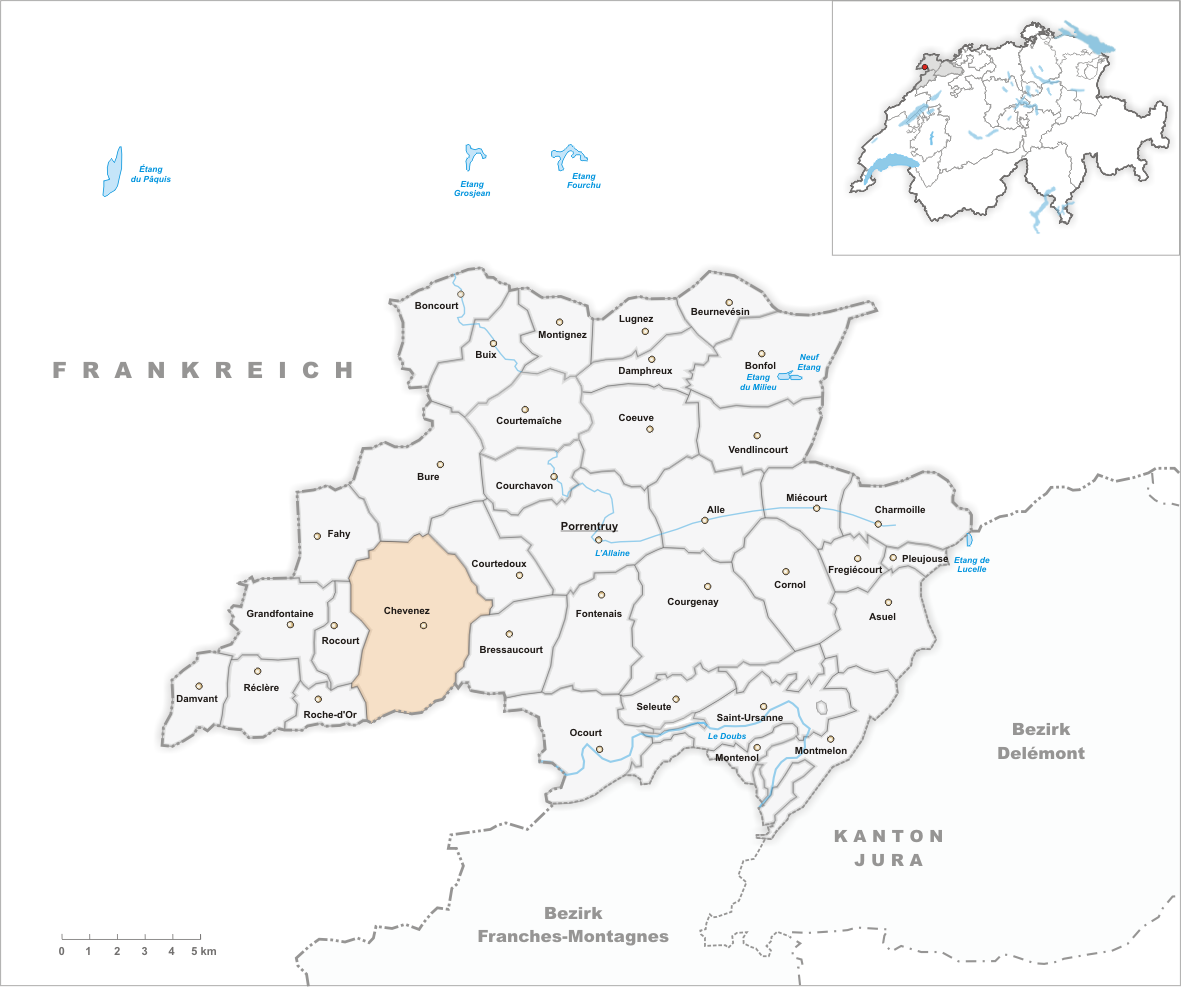
Il territorio del comune di Chevenez prima degli accorpamenti comunali del 2009

Già comune autonomo che si estendeva per 21,73 km², il 1º gennaio 2009 è stato accorpato agli altri comuni soppressi di Damvant, Réclère e Roche-d'Or per formare il nuovo comune di Haute-Ajoie, del quale Chevenez è il capoluogo.

## Monumenti e luoghi d'interesse

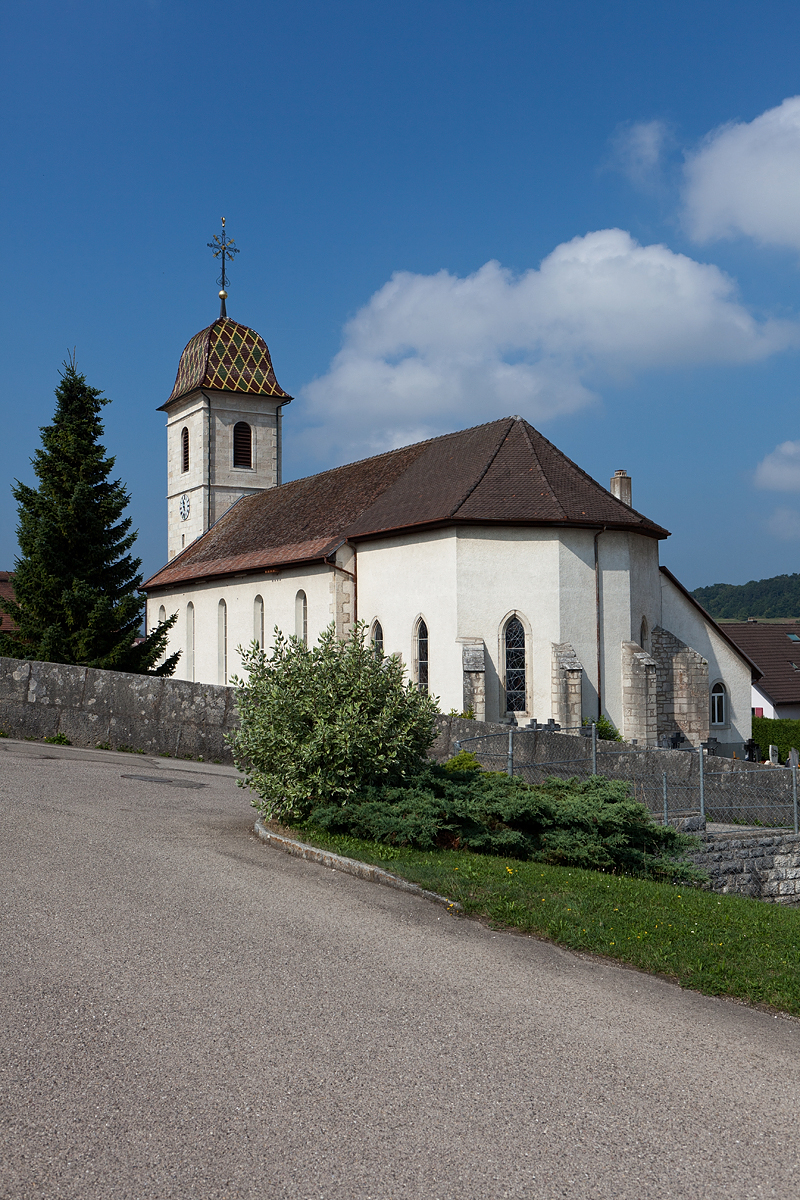
La chiesa di San Maurizio

- Chiesa cattolica di San Maurizio, attestata dal XII secolo e ricostruita nel 1632 e nel 1841-1844[1].

## Società

### Evoluzione demografica
L'evoluzione demografica è riportata nella seguente tabella:
Abitanti censiti

## Amministrazione
Dal 1836 comune politico e comune patriziale erano uniti nella forma del commune mixte.